# Moulton (cratère)
Pour les articles homonymes, voir Moulton.
Le cratère Moulton est un cratère d'impact de la face cachée de la Lune. Il est attaché au sud du cratère Chamberlin.